# Ettiené Fynn
Pour les articles homonymes, voir Fynn.
Pas d'image ? Cliquez ici

a Compétitions nationales et continentales officielles uniquement.

b Matchs officiels uniquement.
Dernière mise à jour le 19 novembre 2024.
Ettiené Fynn, né le 14 décembre 1972 à Durban (Afrique du Sud), est un joueur de rugby à XV qui a joué avec l'équipe d'Afrique du Sud. Il évolue au poste de pilier (1,80 m pour 114 kg).

## Biographie
Ettiené Fynn joue toute sa carrière en club avec la province des Natal Sharks et la franchise des Sharks.
Il dispute son premier test match avec l'équipe d'Afrique du Sud le 16 juin 2001 contre l'équipe de France, devenant le premier avant noir de l'histoire des Springboks. Son dernier test match à lieu deux semaines plus tard, contre l'équipe d'Italie le 30 juin 2001.
Après l'arrêt de sa carrière de joueur, il occupe divers postes d'adjoint et d'entraîneur des équipes jeune de la province des Natal Sharks, avant de prendre la tête de l'équipe fanion en 2022,.

## Palmarès
- 2 test matchs avec l'équipe d'Afrique du Sud